# Требиятский
Требия́тский — посёлок в Нагайбакском районе Челябинской области России. Входит в состав Балканского сельского поселения.

## География
Посёлок находится на берегу реки Гумбейка, на расстоянии 17 км к юго-западу от села Фершампенуаз, административного центра района.

## Население
| 2002 | 2010 |
| ---- | ---- |
| 321  | ↘226 |

### Половой состав
По данным Всероссийской переписи, в 2010 году численность населения посёлка составляла 226 человек (117 мужчин и 109 женщин).

## Улицы
- ул. Октябрьская,
- ул. Советская,
- ул. Труда[3].

## Известные уроженцы
- Артамонов, Владимир Иванович (1906—1944) — советский военный деятель, полковник, Герой Советского Союза.